# 小幡憲重
小幡 憲重（おばた のりしげ）は、戦国時代から安土桃山時代にかけての武将。上野国甘楽郡小幡郷の国衆。国峯城城主。

## 略歴

### 出自
小幡氏は国峯城を中心とする上野国甘楽郡一帯に勢力を持つ国衆で、関東管領の山内上杉家に仕えていた。憲重の別名として「重定」が伝えられているが、これは山内上杉家に仕えていた当時の名（“憲”は上杉憲政の一字）から改名することで、同家を離反後に決別を示す意図があったとも考えられる。

### 武田氏・後北条氏への離反
小幡氏の主君である山内上杉氏は相模国の後北条氏との抗争で衰退すると長野氏との関係が悪化し、さらに一族の内紛が勃発する。このような状況下で憲重は天文17年（1548年）10月に山内上杉氏から離反し、同年12月には上杉憲政の拠点・平井城を攻撃している。この頃から武田氏・後北条氏に通じていたようであり、同18年もしくは19年には同族である小幡三河守の武田氏への従属を仲介している。同19年（1550年）には後北条氏に通じ、それに伴い北条軍が平井城を攻撃した。同21年（1552年）3月の北条軍の侵攻により上杉憲政が本拠平井城・上野から没落し越後長尾氏を頼ると、憲重は後北条氏・武田氏に両属する立場となった。翌22年（1553年）9月には「小幡父子」が信濃塩田城に在陣する武田晴信（信玄）に出仕しており、これが憲重と嫡子・信実のことを指すと考えられている（『高白斎記』）。

### 武田氏配下として
永禄3年（1560年）8月末、上杉憲政を擁した長尾景虎（上杉謙信）が本格的な関東侵攻(小田原城の戦い)を行った。この際に小幡一族は鷹巣城の小幡三河守信尚、庶流の小幡道佐が上杉方に参陣していることが『関東幕注文』から確認でき、憲重の下でまとまって行動することができなかったようである。憲重は相婿で従兄弟でもある神成城（現・富岡市）主・小幡図書助の内通によって国峰城を追われ、武田氏を頼り南牧城に在城したという。
翌4年（1561年）11月に武田氏は西上野侵攻を行い、憲重も図書助の子・景高を追放し国峰城を奪還し、旧領復帰に成功した。この年の12月には「尾張入道」と称していることからこれ以前には出家したようである。その後武田氏による西上野支配が進められていく中で後北条氏との両属関係は失われ、武田氏への従属を強めていった。川中島の戦いや三増峠の戦いなど参戦した。天正3年（1575年）5月、長篠の戦いに参戦し戦死したとされることが多いが、はっきりしたことは分かっていない。
その後、同10年（1567年）には嫡子・信実が史料上の初見としてみられ、この時点で家督は譲られているという。史料上の終見は天正8年（1580年）7月の武田勝頼からの書状であり、『小幡氏歴代法名記録』によると、織田信長による武田征伐で甲斐武田氏が滅亡した後の同11年（1583年）8月15日に死去したと推定される。妻の長野氏は、同17年（1589年）7月28日に死去。